# Spoorlijn Dercy-Mortiers - Versigny
De Spoorlijn Dercy-Mortiers - Versigny was een Franse spoorlijn van Mortiers naar Versigny. De lijn was 22 km lang.

## Geschiedenis
De lijn werd aangelegd door de Compagnie du chemin de fer de Crécy-sur-Serre à La Fère en geopend van Dercy-Mortiers tot Pouilly-sur-Serre en van Pont-à-Bucy tot Versigny in 1878. In 1879 volgde het tussenliggende gedeelte van Pouilly-sur-Serre tot Pont-à-Bucy. In 1959 werd de lijn gesloten en vervolgens opgebroken.

## Aansluitingen
In de volgende plaatsen is of was er een aansluiting op de volgende spoorlijnen:
Dercy-Mortiers
RFN 229 000, spoorlijn tussen La Plaine en Anor
Pouilly-sur-Serre
RFN 236 000, spoorlijn tussen Laon en Le Cateau
Versigny
RFN 261 000, spoorlijn tussen Amiens en Laon